# Аленхерст (Џорџија)
Аленхерст (Џорџија) (енгл. Allenhurst) град је у америчкој савезној држави Џорџија. По попису становништва из 2010. у њему је живело 695 становника.

## Демографија
Према попису становништва из 2010. у граду је живело 695 становника, што је 93 (11,8%) становника мање него 2000. године.
| Група             | 2000.       | 2010.       |
| Белци             | 367 (46,6%) | 314 (45,2%) |
| Афроамериканци    | 348 (44,2%) | 306 (44,0%) |
| Азијати           | 5 (0,6%)    | 16 (2,3%)   |
| Хиспаноамериканци | 41 (5,2%)   | 40 (5,8%)   |
| Укупно            | 788         | 695         |